# Calle del Tutor
La calle del Tutor es una vía urbana de la ciudad española de Madrid

## Historia y características

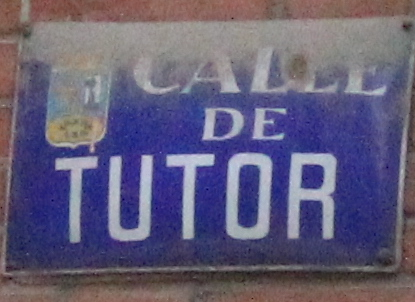
Placa de la vía

Fue una de las diez primeras calles del barrio de Argüelles, fruto de la urbanización a mediados del siglo xix de la zona conocida como Montaña del Príncipe Pío, que tenía el fin de acometer la expansión de la urbe mediante el levantamiento de un barrio residencial elegante. Su nombre, al igual que el del barrio, hace referencia a Agustín Argüelles, tutor de la reina Isabel II.
Localizada en el distrito de Moncloa-Aravaca, su recorrido discurre entre la calle de Ventura Rodríguez y la de Romero Robledo; la numeración de los impares van del 1 al 65, mientras que los pares del 2 al 70. En la vía se encuentran diferentes edificios destacados como el antiguo asilo del Buen Suceso, la residencia de las Hermanas Trinitarias, el Mercado de Argüelles, el hotel Meliá Madrid o el Palacio de la Infanta Isabel de Borbón. También alberga la calle la librería Alberti.